# Understödsvagn

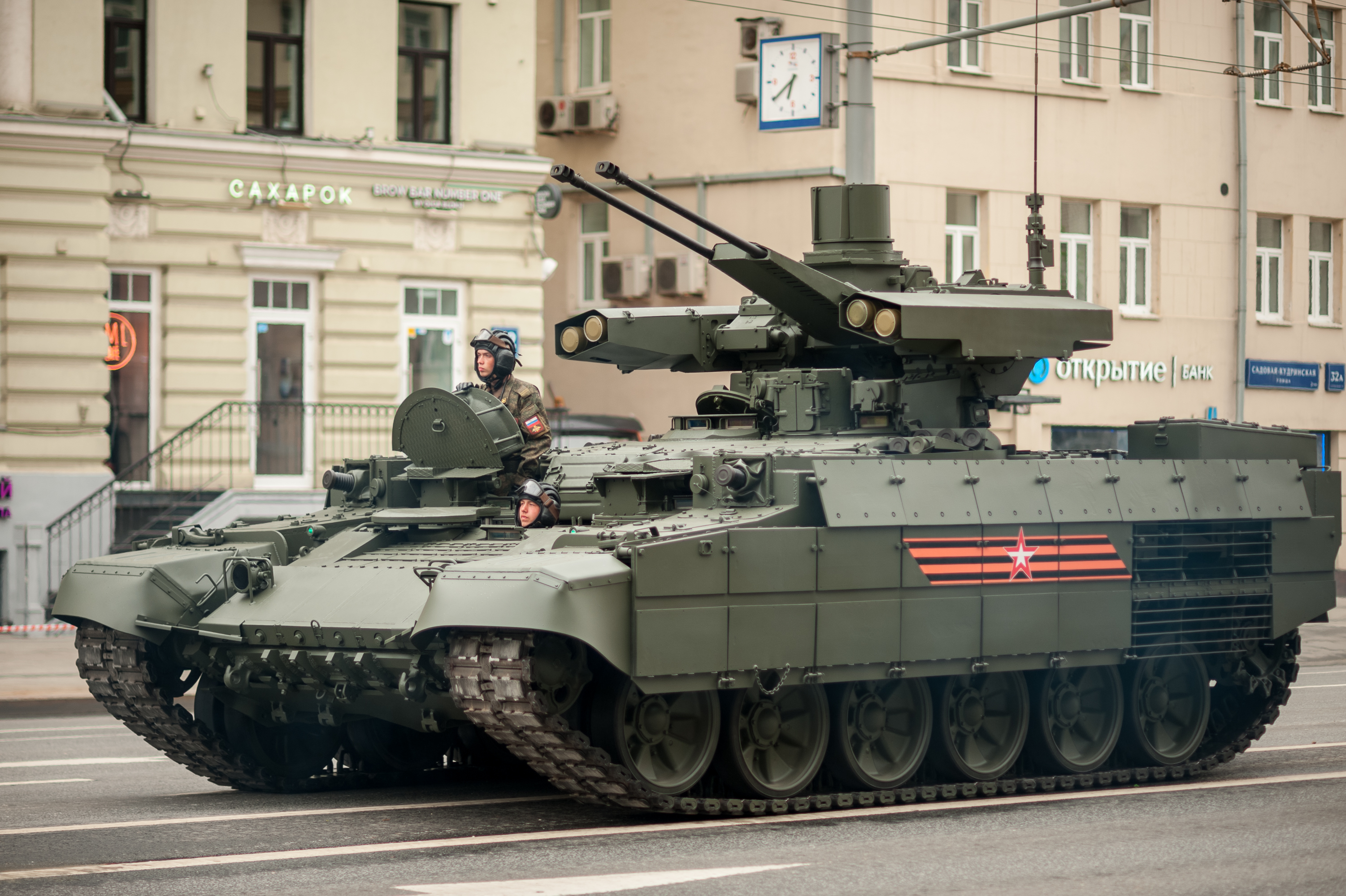
Understödsvagn BMPT Terminator, beväpnad med två 30 mm 2A42 automatkanoner, fyra 130 mm 9M120 Ataka robotar och två 30 mm AGS-30 granatsprutor.

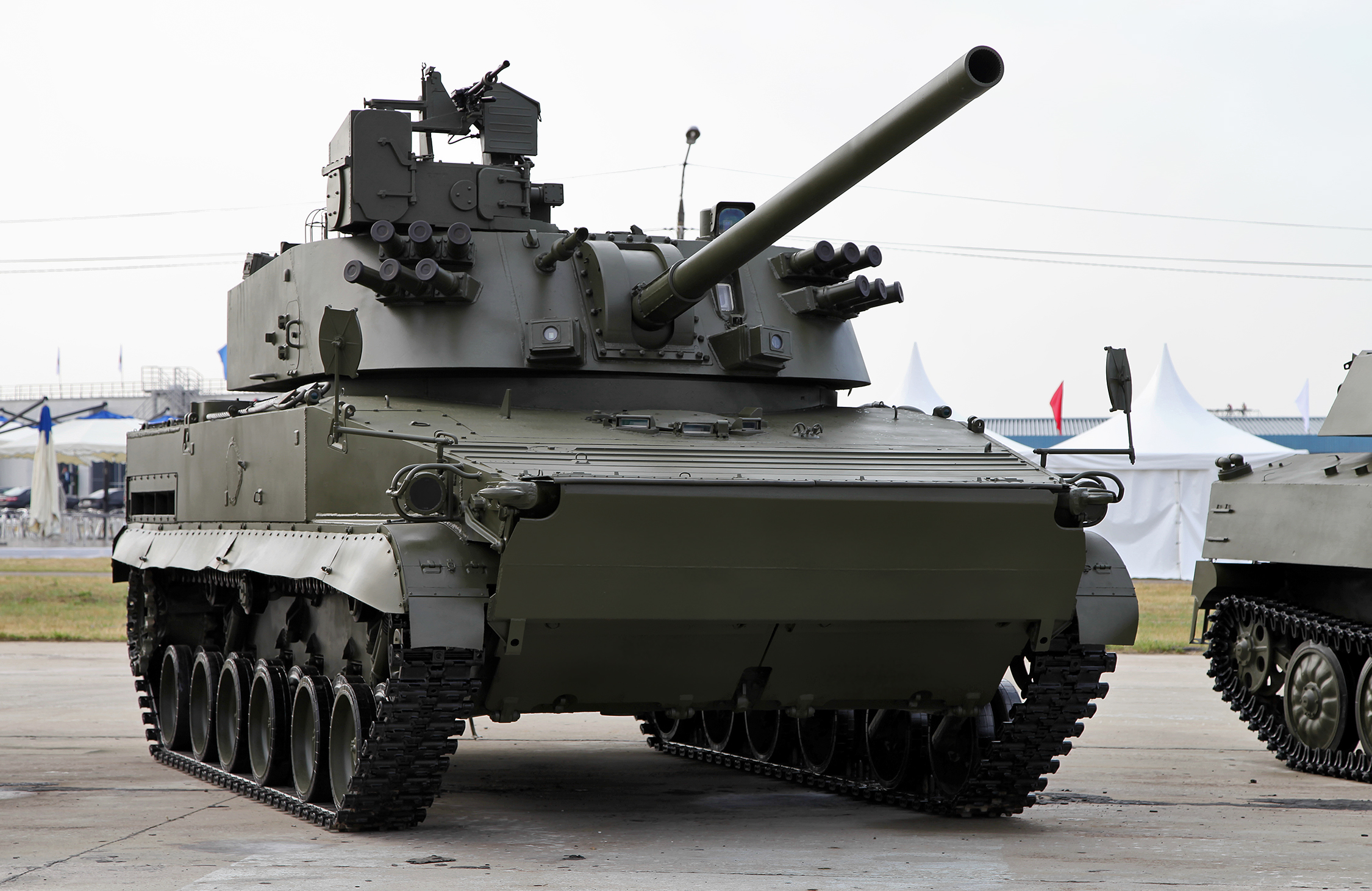
Understödsvagn en, beväpnad med en 120 mm 2A80 granatkastare för direkt eller indirekt eldgivning.

Understödsvagn (engelska: Fire Support Combat Vehicle, kort FSCV) eller stridsvagnsunderstödsfordon (ryska: Боевая машина поддержки танков, förkortat БМПТ, BMPT) är en typ av stridsfordon avsedd för strid i samband med pansartrupper vars huvuduppgift i första hand är att understödja stridsvagnar vid strid i bebyggelse eller annan urban miljö. De är utformade för att bekämpa diverse typer av stridsvagnshot på slagfältet, såsom traditionellt pansarvärn, infanteri med närpansarvapen, prickskyttar, attack- eller pansarvärnshelikoptrar och andra pansarfordon, främst lättpansrade, etc.
Vissa fordon är beväpnade med automatkanoner och robotsystem medan andra är beväpnade med granatkastare som har förmåga till direkt eld, försedda med diverse ammunitionstyper, såsom slutfasstyrd ammunition.
Konceptet har huvudsakligen utvecklats av Ryssland sedan 1980-talet och är till stor del ett oprövat koncept. Den ryska understödsvagnen BMPT Terminator stridsdebuterade först 18 maj 2022, när den sattes in i Ukrainakriget på den ryska sidan.

## Typexempel
Notera att fordonstypen är relativt ny och oprövad, varav nedan fordon inte nödvändigtvis tillfaller klassen.
- BMPT-62
- QN-506[6]
- 2S9 Nona-S(en)[7]
- 2S31 Vena(en)[3]
- BMPT Terminator(en)
- Objekt 781(ru)
- / SSG120 (AMOS)